# Extreme Aggression
Extreme Aggression — четвертий студійний альбом німецької треш-метал групи Kreator, випущений 19 червня 1989 році. Хоча група вже отримала значну кількість прихильників у США завдяки туру 1988 року з кросовер треш групою DRI, цей альбом познайомив багатьох американських шанувальників із Kreator, насамперед через інтенсивну ротацію музичного відео «Betrayer» в шоу Headbangers Ball на MTV, яке було знято в Акрополі в Афінах, Греція. Початок пісні «Love Us or Hate Us» було використано в рекламі лос-анджелеської радіостанції KNAC на початку 1990-х років. Це був їх перший реліз у США на лейблі Epic Records. Альбом також був доступний на вініловому диску з картинками.
На оригінальній обкладинці альбому було зображення чоловіка, який стоїть перед дзеркалом у ванній кімнаті й дивиться на відображення свого обличчя, що падає, показуючи під ним демона — талісмана гурту. Однак його швидко замінили іншою обкладинкою, що зображує учасників гурту на помаранчевому фоні.

## Запис
Спочатку Extreme Aggression був записаний в Німеччині, але ці записи були покинуті, а вокаліст і ритм-гітарист Мілле був незадоволений грою соло-гітариста Йорга «Трітце» Тшебятовським. Петроцца переніс запис до Лос Анджелесу, замінивши «Трітце» на гітариста Sodom Френка «Blackfire» Gosdzik. Тритце вважається гітаристом на Extreme Aggression, але його внески не були включені до альбому, і він покинув групу після його випуску. Blackfire покинув Sodom і приєднався до Kreator, відігравши тур Extreme Aggression Tour.

## Прийняття

### Критичне прийняття
«Extreme Aggression» загалом був добре сприйнятий критиками. Автор AllMusic Джейсон Андерсон поставив альбому оцінку чотири з половиною зірки з п'яти і написав: «Результати цього альбому на Epic 1989 року є жорстокими та гучними. Петроцца і гітара Фіоретті така ж енергійна, як і завжди, а масивні барабани Рейла невпинні й постійно вдосконалюються». У своїй схвальній рецензії на альбом Billboard писав: «гра дуже-дуже напружена, і барабанщик Вентор напружує потужні м'язи», водночас припускаючи, що «Epic, очевидно, шукає свою власну Metallica, і цей квартет може бути ним».

### Комерційний успіх
Після випуску перевидання 2017 року, альбом вперше потрапив у чарти через 28 років після його виходу і досяг 90-го місця в німецьких чартах. У той же день у чартт потрапило оновлене видання альбому групи Pleasure to Kill 1986 року.

## Трек-лист
| #     | Назва                     | Тривалість |
| ----- | ------------------------- | ---------- |
| 1.    | «Extreme Aggression»      | 4:44       |
| 2.    | «No Reason to Exist»      | 4:37       |
| 3.    | «Love Us or Hate Us»      | 3:42       |
| 4.    | «Stream of Consciousness» | 3:53       |
| 5.    | «Some Pain Will Last»     | 5:39       |
| 6.    | «Betrayer»                | 3:59       |
| 7.    | «Don't Trust»             | 3:43       |
| 8.    | «Bringer of Torture»      | 2:15       |
| 9.    | «Fatal Energy»            | 4:57       |
| 37:28 |                           |            |

- Перевидання 2017 року було випущено у вигляді комплекту з двох дисків, який містить ремастер версію альбому, а також другий бонусний компакт-диск із живим виступом зі Східного Берліна 1990 року під назвою «Live in East Berlin 1990».

## Учасники запису
Kreator
- Мілле Петроцца — вокал, ритм-гітара
- Йорг «Трітце» Тшебятовський — соло-гітара
- Роб Фіоретті — бас
- Ventor — барабани

Виробництво
- Мартін Беккер — фото
- Ренді Бернс — продюсер, звукоінженер
- Едвін Летчер — додаткові тексти
- Грег Саенц — бек-вокал
- Карл-Ульріх Вальтербах — виконавчий продюсер
- Альбом записувався з січня по лютий 1989 року на студії Music Grinder в Голлівуді, Каліфорнія. Додатковий запис у EQ Sound і Cherokee Studios.

## Чарти
| Chart                                        | Peak position |
| -------------------------------------------- | ------------- |
| Нідерланди Dutch Albums (MegaCharts)         | 68            |
| Німеччина German Albums (Offizielle Top 100) | 90            |